# Demansia
Genre
Demansia est un genre de serpents de la famille des Elapidae.  

## Répartition
Les 15 espèces de ce genre se rencontrent en Australie et en Papouasie-Nouvelle-Guinée

## Description
Ces serpents sont diurnes et terrestres, et ils sont venimeux. Leur reproduction est ovipare.

## Liste des espèces
Selon The Reptile Database (8 mars 2024) :
- Demansia angusticeps (Macleay, 1888)
- Demansia calodera Storr, 1978
- Demansia cyanochasma Nankivell et al., 2023[3]
- Demansia flagellatio Wells & Wellington, 1985
- Demansia olivacea (Gray, 1842)
- Demansia papuensis (Macleay, 1877)
- Demansia psammophis (Schlegel, 1837)
- Demansia quaesitor Shea, 2007
- Demansia reticulata (Gray, 1842)
- Demansia rimicola Scanlon, 2007
- Demansia rufescens Storr, 1978
- Demansia shinei Shea, 2007
- Demansia simplex Storr, 1978
- Demansia torquata (Günther, 1862)
- Demansia vestigiata (De Vis, 1884)

## Publication originale
- Gray, 1842 : Description of some hitherto unrecorded species of Australian reptiles and batrachians. Zoological Miscellany, vol. 2, p. 51-57 (texte intégral).